# Aileen Pringle

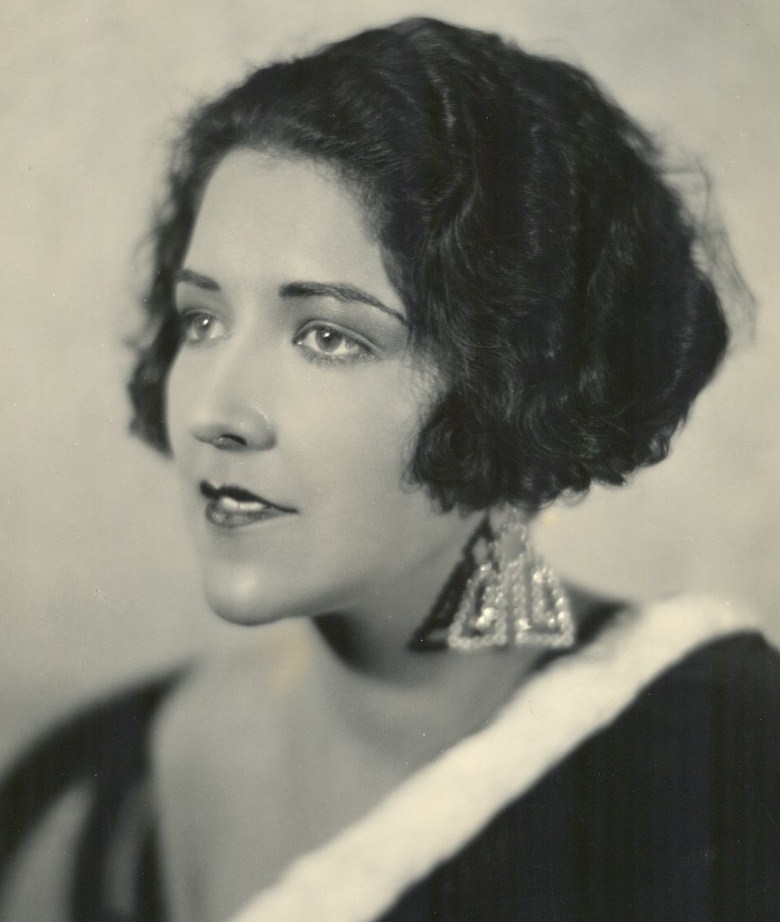
Fotografia publicitària de la pel·lícula "The Mystic"

Aileen Pringle (San Francisco, 23 de juliol de 1895 – Nova York, 16 de desembre de 1989) va ser una actriu teatral i cinematogràfica activa sobretot durant l'època del cinema mut.

## Biografia
Aileen Pringle va néixer el 23 de juliol de 1895, filla de William Bisbee, president de la Pioneer Fruit Company de San Francisco. Es va educar a París i Londres. Es va traslladar a Jamaica on el seu pare tenia negocis i allà va conéixer el seu primer marit, Sir Charles Pringle, que era fill del governador de l’illa. La parella visqué un temps a Londres on Aileen va debutar com a actriu teatral en l’obra “The Bracelet”. Durant la Primera Guerra Mundial, Aileen i el seu marit, posteriorment governador general de les Bahames, van establir-se a Jamaica i després van viure a Nova York, on Aileen va reprendre la seva carrera com a actriu amb el nom d’Aileen Savage, protagonitzant l’obra “The Green Goddess” i també va participar en la pel·lícula “Stolen Moments” (1920) amb un llavors desconegut Rodolfo Valentino. L'interès d'Aileen per continuar la carrera cinematogràfica va portar a Aileen a traslladar-se a Hollywood el 1922, cosa que precipità la seva separació amb el seu marit. Es van divorciar 20 anys després.
Va començar la seva carrera cinematogràfica com a actriu de repartiment per a la Metro (més tard MGM) però ràpidament va passar a protagonitzar papers en múltiples pel·lícules mudes. Va ser escollida per Elinor Glyn com a protagonista de l’adaptació de la seva popular novel·la “Three Weeks” (1923). La seva interpretació d'una reina de Sardenya que s'enamora d’un jove encantador és potser el seu paper més destacat. A aquest paper van seguir altres èxits amb adaptacions d'altres novel·les de Glyn, així com en altres pel·lícules romàntiques en les que interpretava una seductora. Entre les seves pel·lícules més conegudes hi ha “Adam and Evil” (1927), “Beau Broadway” (1928), “Body and Soul” (1928) i “The Phantom of Crestwood” (1932). Les seves principals parelles cinematogràfiques foren John Gilbert en les pel·lícules d’aventures i Lew Cody en les de comèdies. Va continuar treballant fins a la dècada de 1930, però amb l'arribada del sonor, la seva carrera va declinar i va quedar relegada a pel·lícules de western i de sèrie "B". El seu paper final va ser una petita part a “Since You Went Away” (1944) tot i que als anys 50 va aparèixer en molts programes de televisió.
Va portar una vida social activa a Hollywood. Vivint a la platja de Santa Mònica es relacionà amb Joan Crawford, Eric Von Stroheim, King Vidor, Greta Garbo o Florence Vidor. Va desenvolupar una gran amistat amb Marion Davies que va perdurar molt més enllà de la fi de la seva carrera cinematogràfica. També va desenvolupar un cercle d’amics literaris com H. L. Mencken i George Jean Nathan que li van fer guanyar el sobrenom de "l'estimada de la intel·lectualitat". Aileen es va casar amb James M. Cain el 1944, autor de “El carter sempre truca dues vegades”, però el matrimoni va durar menys d'un any. A principis dels anys 50, es va traslladar a la ciutat de Nova York, on, juntament amb el seu amic Saul Mauriber, era convidada habitual de Carl Van Vechten i Fania Marinoff. Es va convertir en una devota espectadora del teatre i va romandre a Nova York fins a la seva mort el 16 de desembre de 1989.

## Filmografia
- The Cost (1920)
- The Sport of Kings (1920)
- Earthbound (1920)
- Stolen Moments (1920)
- Oath-Bound (1922)
- The Strangers' Banquet (1922)
- My American Wife (1922)
- The Christian (1923)
- The Tiger's Claw (1923)
- Souls for Sale (1923)
- Don't Marry for Money (1923)
- In the Palace of the King (1923)
- Name the Man (1924)
- Three Weeks (1924)
- True as Steel (1924)
- His Hour (1924)
- Married Flirts (1924)
- The Wife of the Centaur (1924)
- A Thief in Paradise (1925)
- One Year to Live (1925)
- A Kiss in the Dark (1925)
- Wildfire (1925)
- The Mystic (1925)
- Soul Mates (1925)
- Camille (1926)
- The Wilderness Woman (1926)
- The Great Deception (1926)
- Tin Gods (1926)
- Adam and Evil (1927)
- Body and Soul (1927)
- Tea for Three (1927)
- Life in Hollywood No. 7 (1927)
- Wickedness Preferred (1928)
- Beau Broadway (1928)
- The Baby Cyclone (1928)
- Show People (1928)
- Dream of Love (1928)
- The Five O'Clock Girl (1928)
- A Single Man (1929)
- Night Parade (1929)
- Wall Street (1929)
- Puttin' on the Ritz (1930)
- Prince of Diamonds (1930)
- Soldiers and Women (1930)
- Subway Express (1931)
- Murder at Midnight (1931)
- Convicted (1931)
- Police Court (1932)
- The Age of Consent (1932)
- The Phantom of Crestwood (1932)
- The Bride's Bereavement (1932)
- By Appointment Only (1933)
- Love Past Thirty (1934)
- Jane Eyre (1934)
- Once to Every Bachelor (1934)
- Sons of Steel (1934)
- The Unguarded Hour (1936)
- Piccadilly Jim (1936)
- Wife vs. Secretary (1936)
- The Last of Mrs. Cheyney (1937)
- John Meade's Woman (1937)
- Thanks for Listening (1937)
- She’s No Lady (1937)
- Too Hot to Handle (1938)
- The Hardys Ride High (1939)
- Should a Girl Marry? (1939)
- The Women (1939)
- Van morir amb les botes posades (1941)
- Between Us Girls (1942)
- The Youngest Profession (1942)
- Since You Went Away (1944)
- A Wave, a WAC and a Marine (1944)
- Laura (1944)
- Since You Went Away (1944)